# Floor Jansen
Floor Jansen (ur. 21 lutego 1981 w Goirle) – holenderska wokalistka, autorka tekstów i nauczycielka śpiewu w szkołach w Holandii, znana z występów z After Forever i Ayreon. Wokalistka prowadząca zespołu symfoniczno metalowego Nightwish.

## Życiorys
W roku 1997, mając 16 lat, dołączyła do zespołu Apocalypse (później After Forever). Trzy lata później ukazał się ich pierwszy album Prison of Desire. Umiejętność śpiewania zarówno muzyki klasycznej, jak i rockowej uczyniła ją szybko popularną w środowisku muzyki metalowej.
Floor Jansen rozpoczęła naukę muzyki na Dutch Rock Academy w 1999, a trzy lata później wstąpiła do konserwatorium. Na albumach After Forever nie można usłyszeć całej jej skali głosu. Śpiewa sopranem dramatycznym. Oprócz tego gra również na flecie, pianinie i gitarze elektrycznej.
Współpracuje również z holenderskim kompozytorem Arjenem Lucassenem. Śpiewała na kilku albumach, biorąc udział w projektach Ayreon i Star One. Po rozwiązaniu After Forever ogłosiła, że przygotowuje nowy projekt muzyczny – ReVamp. Do tej pory projekt wydał dwa albumy studyjne ReVamp w 2010, oraz Wild Card trzy lata później. Druga płyta odniosła ogromny sukces wśród środowiska metalu symfonicznego. 1 października 2012 roku zespół Nightwish rozstał się z Anette Olzon. Wśród wokalistek, które zespół chciał zaangażować znalazła się Elize Ryd (Amaranthe) oraz Alissa White-Gluz (ex-The Agonist, Arch Enemy). Jednak aby dokończyć trasę koncertową, podjął współpracę z Floor Jansen. W 2013 roku wokalistka została oficjalną członkinią formacji. W kwietniu 2015 zespół wydał swoją pierwszą płytę z Floor zatytułowaną Endless Forms Most Beautiful. 10 kwietnia 2020 ukazał się kolejny album z udziałem wokalistki, Human. :II: Nature..
W 2017 roku utworzyła hard-rockowy projekt Northward, rok później (październik 2018) opublikowany został album, który stworzyła wraz z Jørnem Viggo Lofstadem.
W roku 2019 Floor wystąpiła w holenderskim programie Beste Zangers, w którym zaprezentowała część swojej skali głosu, a także śpiewała z Timem Akermanem i Henkiem Poortem. W jej repertuarze znalazły się piosenki z gatunku pop, country, rock oraz musical.

## Życie prywatne
W After Forever występowała wspólnie z Markiem Jansenem, związanym też z zespołem Epica, jednak, jak sama przyznaje, nie są spokrewnieni. Piosenkarka jest w związku małżeńskim z perkusistą zespołu Sabaton Szwedem Hannesem Van Dahlem, z którym ma córkę Freję (ur. 15.03.2017). Data ślubu nie jest znana.
Jej młodsza siostra Irene Jansen również jest wokalistką.

## Dyskografia
| Album                                                   | Rok  | Uwagi | Źródło |
| ------------------------------------------------------- | ---- | --- | ------ |
| Ayreon – Universal Migrator Part 1: The Dream Sequencer | 2000 | gościnnie śpiew w utworze „My House on Mars” | [ 9 ]  |
| Ayreon – 01011001                                       | 2008 | gościnnie śpiew w utworze „Age of Shadows” | [ 10 ] |
| Doro – Fear No Evil                                     | 2009 | gościnnie śpiew w utworze „Celebrate” | [ 11 ] |
| Devin Townsend Project – Deconstruction                 | 2011 | gościnnie śpiew w utworze „Pandemic” | [ 12 ] |
| Mayan – Quarterpast                                     | 2011 | gościnnie śpiew w utworach „Symphony of Aggression”, „Course of Life”, „Bite the Bullet”, „Drown the Demon” i „Sinner’s Last Retreat (Deed of Awakening)” | [ 13 ] |
| Timo Tolkki’s Avalon – Angels of the Apocalypse         | 2014 | gościnnie śpiew w utworach „Design the Century”, „The Paradise Lost”, „You’ll Bleed Forever” i „Angels of the Apocalypse”                                 | [ 14 ] |

## Teledyski
| Tytuł                                                                 | Rok  | Reżyseria      | Album                    | Źródło |
| --------------------------------------------------------------------- | ---- | -------------- | ------------------------ | ------ |
| Timo Tolkki’s Avalon – „Design The Century” (gościnnie: Floor Jansen) | 2014 | Patric Ullaeus | Angels of the Apocalypse | [ 15 ] |

## Filmografia
| Tytuł                                                         | Rok  | Uwagi                                      | Źródło |
| ------------------------------------------------------------- | ---- | ------------------------------------------ | ------ |
| „Soaring Highs and Brutal Lows: The Voices of Women in Metal” | 2015 | film dokumentalny, reżyseria: Mark Harwood | [ 16 ] |